# Ancillotto Ancillotti
Ancillotto Ancillotti (Ponte a Cappiano, 14 febbraio 1914 – 30 ottobre 1998) è stato un calciatore e allenatore di calcio italiano, di ruolo centrocampista.

## Caratteristiche tecniche
Giocava come mediano.

## Carriera

### Club
Crebbe dapprima nel Santa Croce sull'Arno, e poi nella Fiorentina e nel Prato, con cui giocò 20 partite in Prima Divisione 1934-1935. Giocò poi 29 gare in Serie B 1935-1936 con la SPAL; nel 1937 entrò a far parte della rosa della Fiorentina, scendendo in campo in 3 occasioni durante la Serie A 1937-1938. Nel 1938 passò alla Ternana, con cui rimase per nove stagioni, assommando oltre 200 presenze tra Serie B e Serie C.

## Statistiche
| Stagione  | Squadra               | Serie | Presenze | Reti |
| 1932-1933 | Santa Croce sull'Arno | D     | 25       | 2    |
| 1933-1934 | Fiorentina            | A     | 0        | 0    |
| 1934-1935 | Prato                 | C     | 20       | 0    |
| 1935-1936 | SPAL                  | B     | 29       | 0    |
| 1936-1937 | Prato                 | C     | 29       | 2    |
| 1937-1938 | Fiorentina            | A     | 3        | 0    |
| 1938-1939 | Ternana               | C     | 31       | 1    |
| 1939-1940 | Ternana               | C     | 32       | 2    |
| 1940-1941 | Ternana               | C     | 33       | 2    |
| 1941-1942 | Ternana               | C     | 29       | 3    |
| 1942-1943 | Ternana               | C     | 34       | 4    |
| 1945-1946 | Ternana               | C     | 13       | 2    |
| 1946-1947 | Ternana               | B     | 16       | 1    |
| 1947-1948 | Ternana               | B     | 7        | 0    |
| 1948-1949 | Ternana               | C     | 10       | 0    |